# A World of Difference
A World of Difference ist ein Roman des Autors Harry Turtledove aus dem Bereich der Alternativweltgeschichte. Hierin trägt der vierte Planet des Sonnensystems den Namen Minerva statt Mars, ähnelt in Größe und Beschaffenheit der Erde und beheimatet eine außerirdische Zivilisation.

## Inhalt
Minerva hat eine erdähnliche Atmosphäre, die von Menschen geatmet werden kann, und auf ihrer Oberfläche ist flüssiges Wasser in großen Mengen  vorhanden. Die Durchschnittstemperatur des Planeten ist aufgrund der größeren Entfernung von der Sonne niedriger als die der Erde, der Treibhauseffekt in seiner dickeren Atmosphäre sorgt jedoch dafür, dass Minerva nicht so kalt ist wie der Mars in unserem Universum. Die antiken Astronomen nannten den hellblau-grauen Planeten Minerva nach der Göttin der Weisheit.
Als die Raumsonde Viking 1 1976 auf Minerva landet, macht sie ein Foto von einem einheimischen Minervaner mit einem primitiven Werkzeug und beweist damit die Existenz intelligenten Lebens auf anderen Welten.
Die Haupthandlung der Geschichte betrifft die amerikanischen und die sowjetischen Minerva-Missionen, die sich beide offiziell nicht in die minervanische Gesellschaft einmischen wollen, wobei im Laufe ihrer Forschungen die jeweiligen politischen Ideologien unweigerlich in den Vordergrund treten. Dies führt dazu, dass die Teams und ihre Befehlshaber in der Heimat die Minervaner gemäß der Ideologie des Kalten Krieges in Stellvertreterkonflikte verwickeln. Schließlich gelangen die Minervaner in den Besitz von High-Tech-Waffen, was ihre Lebensweise nachhaltig erschüttert.

## Die minervanische Gesellschaft
Die Weibchen (von den Minervanern „Mates“ genannt) bringen sechs Kinder auf einmal zur Welt, jeweils ein Männchen und fünf Weibchen. Die „Mates“ sterben immer direkt nach der Fortpflanzung, was zu einer Populationsvermehrung von 5 pro Generation führt, wenn alle Weibchen bis zur Pubertät leben und sich fortpflanzen. Weibchen haben in der Regel nur einmal im Leben Sex – was zur Schwangerschaft und dem Tod bei der Geburt führt.
So scheint die männliche Dominanz in der minervanischen Gesellschaft tatsächlich durch einen biologischen Imperativ bestimmt zu sein – auch wenn sie in den verschiedenen minervanischen Gesellschaften unterschiedliche Formen annimmt: In einigen werden Frauen als entbehrlich betrachtet und als Eigentum gehandelt, in anderen werden sie geschätzt und ihr tragisches Schicksal betrauert – aber dennoch wird ihr abhängiger Status als selbstverständlich angesehen.
Die amerikanischen Frauen, die auf Minerva ankommen und diese Situation entdecken, halten sie für unerträglich; ein wichtiges Element der Handlung sind ihre Bemühungen, mit den wissenschaftlichen Mitteln der Erde einen Weg zu finden, die Minerva-Frauen zu retten und sie die Geburt überleben zu lassen. Am Ende gelingt es ihnen, eine Minervanerin zu retten – und damit möglicherweise den Weg für eine völlige Umwälzung der minervanischen Gesellschaft zu ebnen.
Technisch gesehen leben die Minervaner in einer neolithischen Gesellschaft, da sie ausschließlich Steinwerkzeuge benutzen. Obwohl sie keine Metalle verwenden, ist ihre Gesellschaft feudal und mit dem Europa des Spätmittelalters vergleichbar. Eine der dargestellten minervanischen Gesellschaften – diejenige, die von den Sowjets kontaktiert wurde – zeigt sogar kapitalistische Ansätze.

## Auswirkungen auf die Erde
Die Tatsache, dass der vierte Planet blau und nicht rot wie in unserem Universum war und nach einer anderen Gottheit des klassischen Pantheons benannt wurde, hat das Leben auf der Erde zunächst nicht wesentlich verändert. Von Galileo Galilei wird erwähnt, dass er Minerva in seinem Fernrohr gesehen und die erste Zeichnung ihrer Oberfläche angefertigt hat. Dies hat jedoch seinen allgemeinen Werdegang nicht wesentlich von dem in unserer Zeitlinie unterschieden.
Erst seit Mitte der 1970er Jahre scheinen sich grundlegende Unterschiede herauszubilden. Nach der Entdeckung intelligenten Lebens auf Minerva setzten sich beide Supermächte energisch für den Start eines bemannten Raumschiffs dorthin ein. Dies hatte eine Verschärfung der Spannungen auf der Erde zur Folge, denn amerikanische und sowjetische Flugzeuge lieferten sich dreimal direkte Luftkämpfe über Beirut im Zuge des Libanonkrieges im Jahr 1982.
Eine Eskalation zu einem totalen Atomkrieg konnte nur mit Mühe vermieden werden, und obwohl sich die Lage 1989, als die Handlung spielt, etwas beruhigt hat, ist der Kalte Krieg immer noch in vollem Gange. Die Sowjetunion ist weiterhin eine Diktatur, die ihre Bürger rigoros überwacht. Michail Gorbatschow war nur neun Monate an der Macht und hatte kaum mit Glasnost begonnen, als er an einem Schlaganfall starb, wobei sich hartnäckig Gerüchte über ein geheimes Attentat halten.